# Studentenzentrum (Eichstätt)

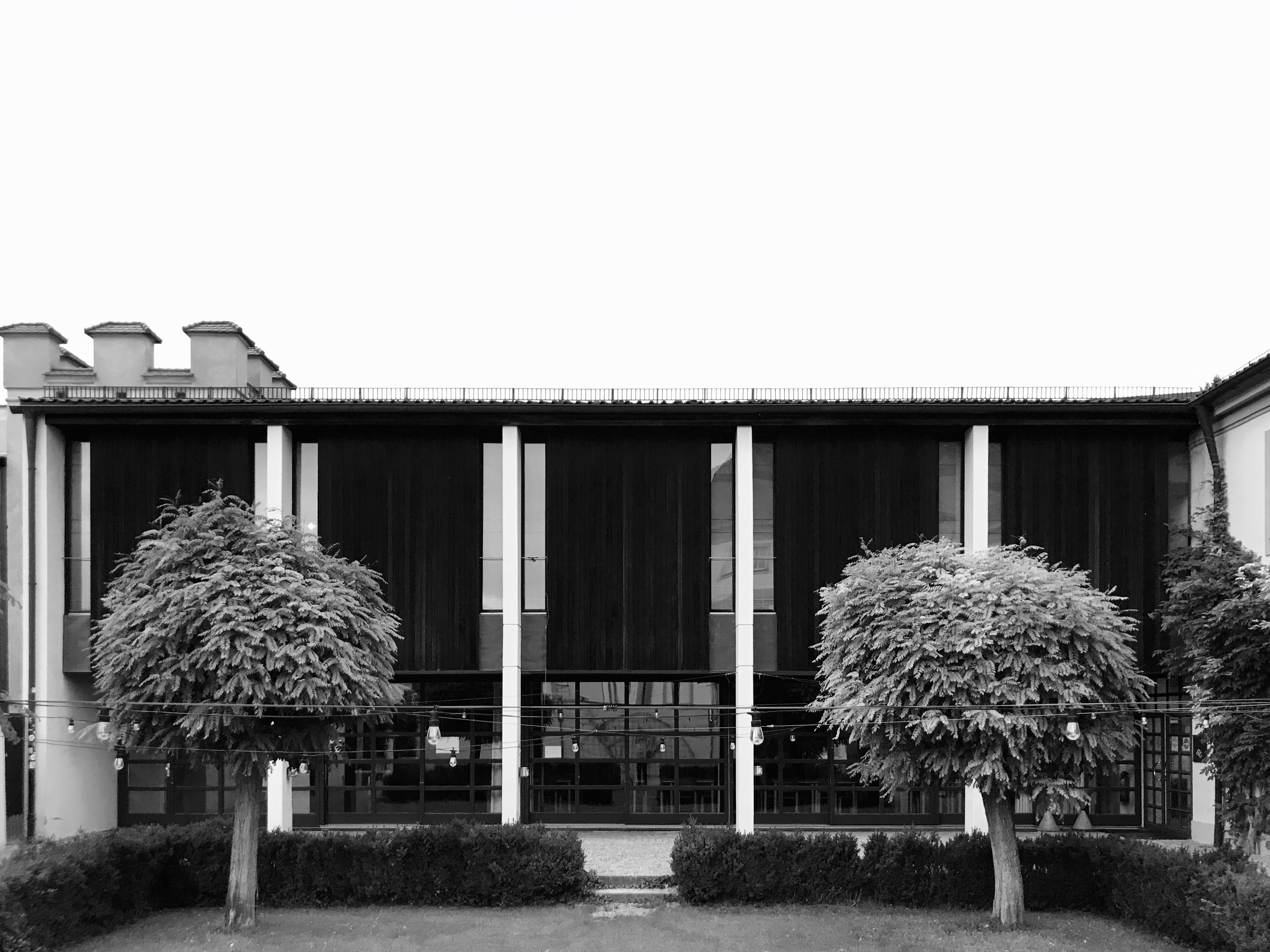
Neubau aus den 1980er Jahren

Das Studentenzentrum befindet sich in der Kardinal-Preysing-Platz 3 in der Altstadt von Eichstätt und wurde 1981 nach Plänen des Eichstätter Diözesanbauamts unter Leitung von Diözesanbaumeister Karljosef Schattner errichtet. Das Ensemble ist unter Aktennummer D-1-76-123-3 in der Denkmalliste Bayern eingetragen.

## Geschichte und Architektur
Der ehemalige Hofstall besitzt eine reiche Putzgliederung. Der langgestreckte Giebelbau diente als Marstall und stammt aus der 1. Hälfte des 18. Jahrhunderts. Die südlich anschließende Toreinfahrt und Gartenmauer wurde in der Mitte des 19. Jahrhunderts erstellt. In den Jahren von 1979 bis 1981 wurde der ehemalige Hofstall umgebaut und mit einem Neubau – anstelle der Remisen – entlang der Stadtmauer zum Studentenzentrum ergänzt. Mitarbeiter von Schattner waren Jörg Homeier und Andreas Fürsich. Die Gestaltung der Freiflächen zeichnete Gartenarchitekt Gerhart Teutsch; die Bauingenieure Sailer Stepan zeichneten verantwortlich für die Statik des Baus.

## Baudenkmal
Der Altbau und Neubau stehen unter Denkmalschutz und sind im Denkmalatlas des Bayerischen Landesamtes für Denkmalpflege und in der Liste der Baudenkmäler in Eichstätt eingetragen.